# 夢芝居
「夢芝居」（ゆめしばい）は、梅沢富美男が発表した1枚目のシングルである。1982年11月21日にキングレコードより発売された。

## 概要
元々歌うつもりは無かったが、西田敏行など当時売れている役者は歌を出す風潮があったため、それを断るには無理難題を押し付けるしかないと考えた梅沢は、自身が好きな『シクラメンのかほり』などを手掛けた小椋佳が楽曲提供するなら、と断るつもりで提案したところ、丁度ディレクターが以前勤めていた第一勧業銀行（現在のみずほ銀行）での小椋の後輩で、その縁を元に当時現職の行員だった小椋に頼み込んだらOKが出たので梅沢曰く「歌う羽目になった」という。
一方、小椋は『夢芝居』の制作の同時期に別の人から童謡を作るよう依頼されていた。午前中に満足の行く童謡（曲名は不明）が仕上がったが、午後から『夢芝居』を作るのに少し疲れてしまったという。そこで、長調だった童謡のメロディを短調に変えて完成させたのが『夢芝居』である。
なお、イントロの拍子木は梅沢富美男本人が叩いたのが、そのまま採用された。『週刊現代』の小椋佳との対談では、以下のように述懐している。
- それは、最初の拍子木の部分を僕自身が打っているから、かもしれません。なんせ歌なんて歌ったことがなかったから、全く気持ちが歌に乗っていかない。でもね、役者って拍子木が鳴ったら、どこでもスイッチが入っちゃうものなんです。
- それで試しに打ってみたら、背筋もピンとなるし、これまたイントロともうまくマッチしちゃった。小椋さんも「いいじゃないか」ってことで、そのまま採用されることになったというわけです。

ヒットしたきっかけは、1983年5月放送のTBS『ザ・ベストテン』で、東京・十条の「篠原演芸場」から梅沢武生劇団を生中継したことからだとされている。
オリコンでは1983年10月10日付チャートで前週の30位から躍進、TOP20入りを果たし、以後は上位に定着。翌1984年1月23日付チャートで最高8位を記録している。
結果、累計50万枚を越す大ヒットとなり、梅沢は1983年の『日本有線放送大賞新人賞』を受賞。また、同年の『第34回NHK紅白歌合戦』においても歌唱された。
現在も梅沢がバラエティ番組に登場する際に当曲が出囃子代わりに使用されることがあり、2018年より梅沢が出演している『こだわり酒場のレモンサワー』（サントリー/サントリースピリッツ）のCMでも使用されている。

## 収録曲
全作詞・作曲：小椋佳
1. 夢芝居
編曲：桜庭伸幸
  - 大王製紙『エリエール』CMソング
  - TBS系アニメ『ミームいろいろ夢の旅』に登場する、カラオケ好きのロボット玉三郎の十八番曲という設定になっており、作中で幾度も歌った。
  - フジテレビ系『めぞん一刻』挿入歌（第19話Bパート、第78話Aパート）
2. 茶々
編曲：星勝

## カバー
- 小椋佳 - 1984年にアルバム『泣かせて』でセルフカバー。1996年に星勝アレンジでリメイクされてシングルCDで発売。
- 美空ひばり - 『ミュージックフェア'87』（フジテレビ）で歌唱（1987年1月4日放送）
- 新沼謙治 - 1990年6月21日発売のアルバム『特選集/新沼謙治』(COCA-6397)収録。
- 石川さゆり - 『ミュージックフェア'94』（フジテレビ）で歌唱（1994年6月5日放送）
- 下田麻美 - 2009年3月25日発売のアルバム「THE IDOLM@STER RADIO 歌道場」収録。
- 大川栄策 - 2009年4月22日発売のアルバム『エンカのチカラ -GREAT 80's-』収録。
- 柏原芳恵 - 2010年発売のアルバム『アンコール2』収録。
- 研ナオコ - 2015年発売のアルバム『雨のち晴れ、ときどき涙』収録。
- 岩佐美咲 - 2018年2月27日発売のアルバム『佐渡の鬼太鼓』収録。
- 桑田佳祐 - 2019年6月5日発売のライブビデオ『平成三十年度! 第三回ひとり紅白歌合戦』収録。
- 柴田淳 - 2019年7月24日発売のアルバム『おはこ』収録。
- 荒牧陽子 - 2019年11月15日発売のアルバム『リスペクト！～私が昭和を歌ったらこんな感じ！～』収録。
- 辰巳ゆうと - 2019年12月25日発売のアルバム『辰巳ゆうとファーストアルバム -力いっぱい、歌いました！-』収録。